# پالکاده
پالکاده (به لاتین: Palkade) یک منطقهٔ مسکونی در سری‌لانکا است که در استان مرکزی (سری‌لانکا) واقع شده‌است.